# ヘスス・グラリア
ヘスス・グラリア・ジョルダン（Jesús Glaría Jordán、1942年1月2日 - 1978年9月19日）は、スペイン・ナバーラ州ビジャフランカ出身の元同国代表サッカー選手。ポジションはMF。

## タイトル

### クラブ
アトレティコ・マドリード
- ラ・リーガ : 1回 (1965-66)
- コパ・デル・ヘネラリシモ : 2回 (1960-61, 1964-65)
- UEFAカップウィナーズカップ : 1回 (1961-62)